# Râul Sarcău
Râul Sarcău este un curs de apă, afluent al râului Almaș. 